# Dragutin Šurbek
Dragutin Šurbek (8. srpna 1946, Záhřeb – 15. července 2018) byl chorvatský stolní tenista. Přes dvacet let patřil ke světové špičce v tomto sportu. Má třináct medailí z mistrovství světa a osmnáct medailí z mistrovství Evropy. V letech 1976 a 1979 vyhrál turnaj Europe TOP 12. Ve věku 46 let reprezentoval Chorvatsko na olympiádě 1992, kde byl jeho partnerem Zoran Primorac, s nímž skončil na druhém místě ve skupině a nepostoupili do čtvrtfinále. Pětkrát byl zvolen nejlepším sportovcem Chorvatska a v roce 1983 nejlepším sportovcem Jugoslávie.